# Kleespinner

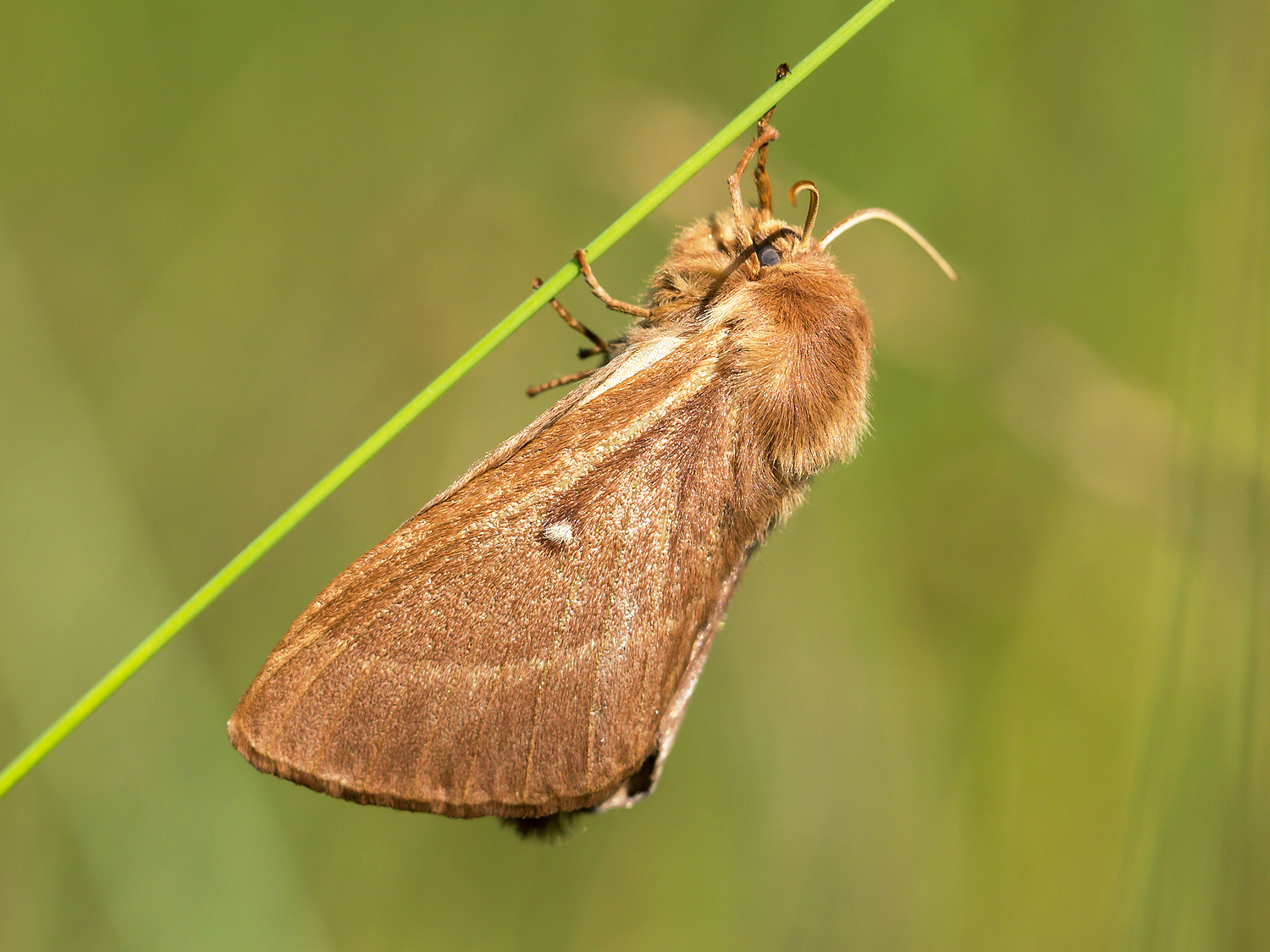
Ruhendes Weibchen

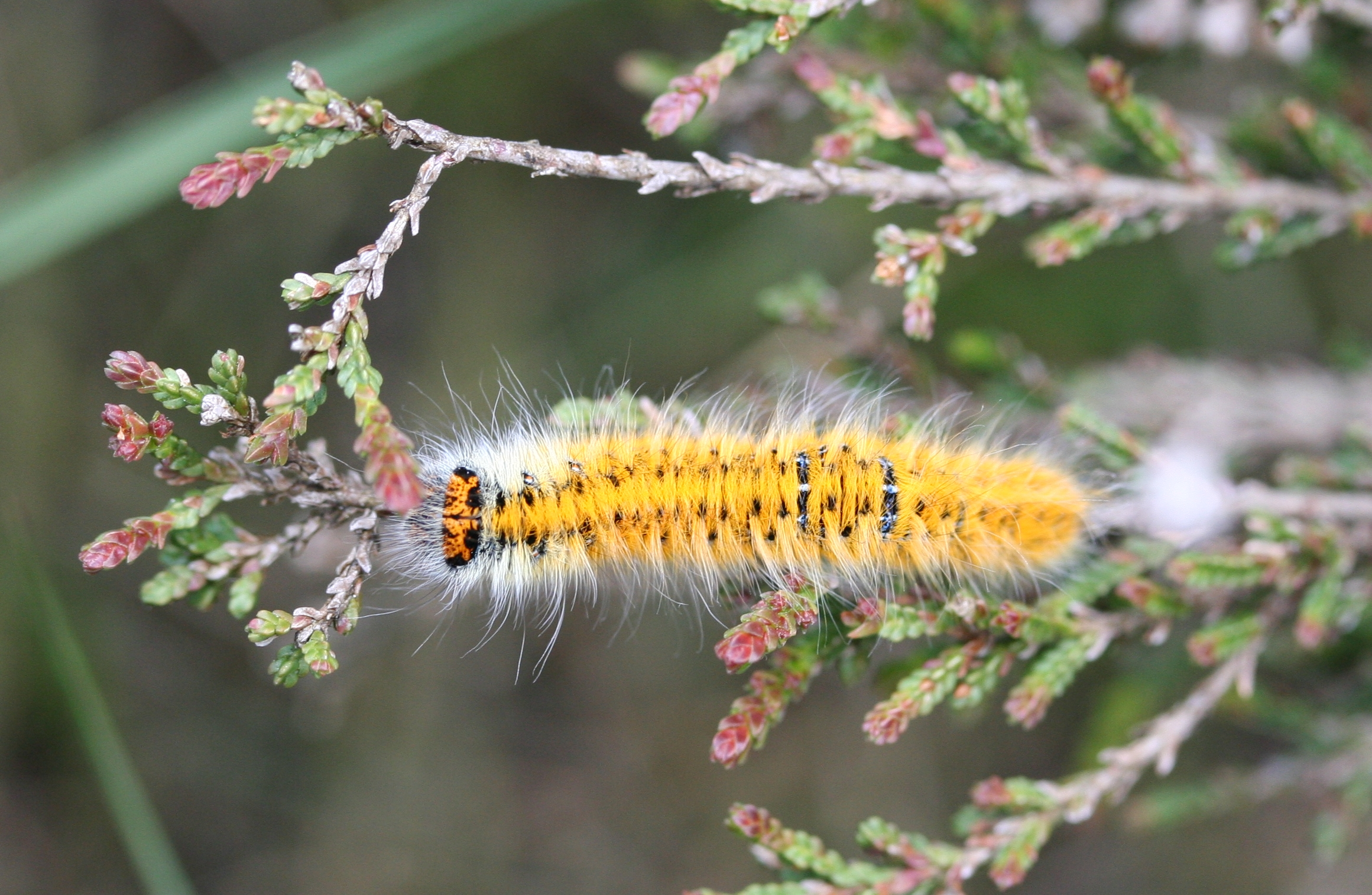
Raupe des Kleespinners von oben

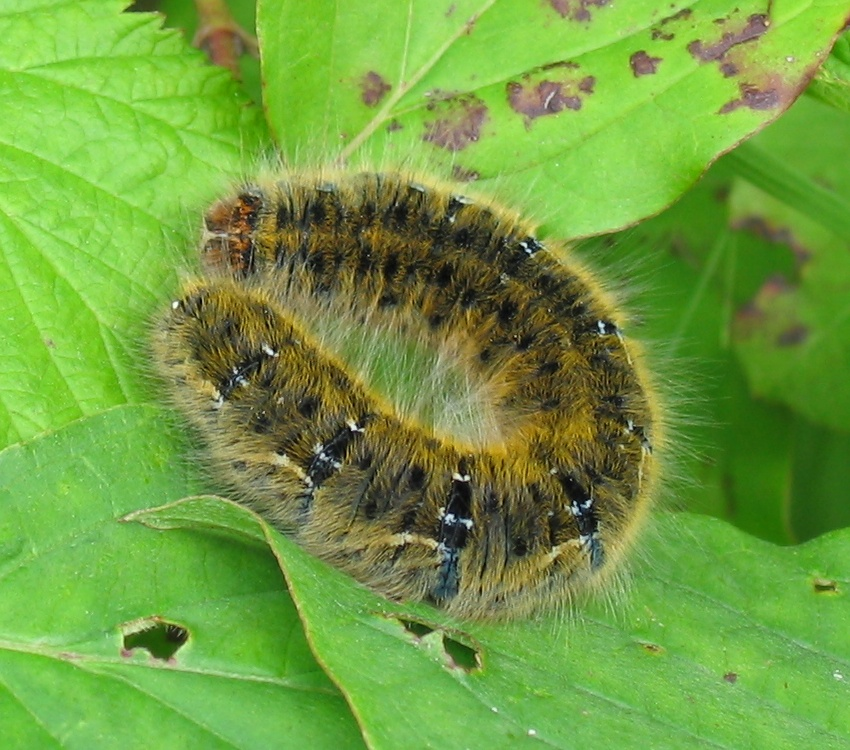
Dunklere Variante der Raupe

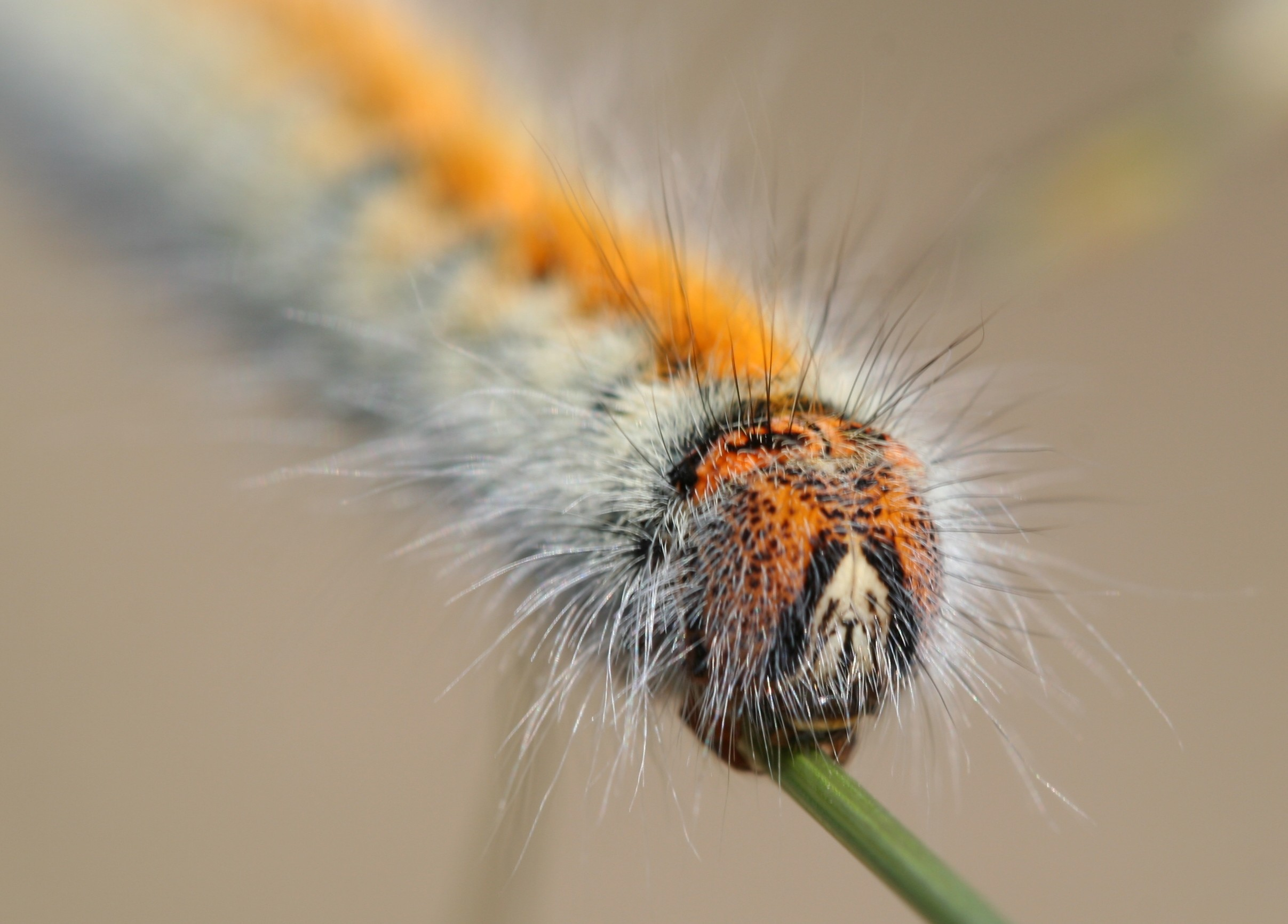
Kopfdetail der Raupe

Der Kleespinner (Lasiocampa trifolii) ist ein Schmetterling (Nachtfalter) aus der Familie der Glucken (Lasiocampidae).

## Merkmale
Die Falter erreichen eine Flügelspannweite von 34 bis 67 Millimetern. Die Männchen haben eine rötliche- oder graubraune Flügelgrundfärbung. Auf den Vorderflügeln ist ein weißer, dunkel gerandeter Diskoidalfleck und eine leicht S-förmig geschwungene gelbliche Binde erkennbar, die etwa zwischen zweitem und drittem Flügeldrittel verläuft. Die Weibchen haben die gleiche Flügelgrundfarbe, ihre gelbliche Binde ist aber meist schwach ausgeprägt oder dunkel gefärbt.
Die Raupen werden ca. 75 Millimeter lang. Sie haben eine dunkelgraue Färbung, von der man aber wegen ihrer sehr dichten und langen, weißen und ocker- oder orangefarbenen Behaarung nur wenig erkennen kann. Zwischen den Segmenten sind die Ringe deutlich dunkel gefärbt, wobei dort drei Längsreihen bläulich weißer Punkte gezeichnet sind. Es gibt auch sehr dunkle Raupen mit nur weißen Haaren oder fast komplett graue Tiere. Ihr Kopf ist rostbraun und hat vorne eine schwarze und gelbliche Zeichnung.

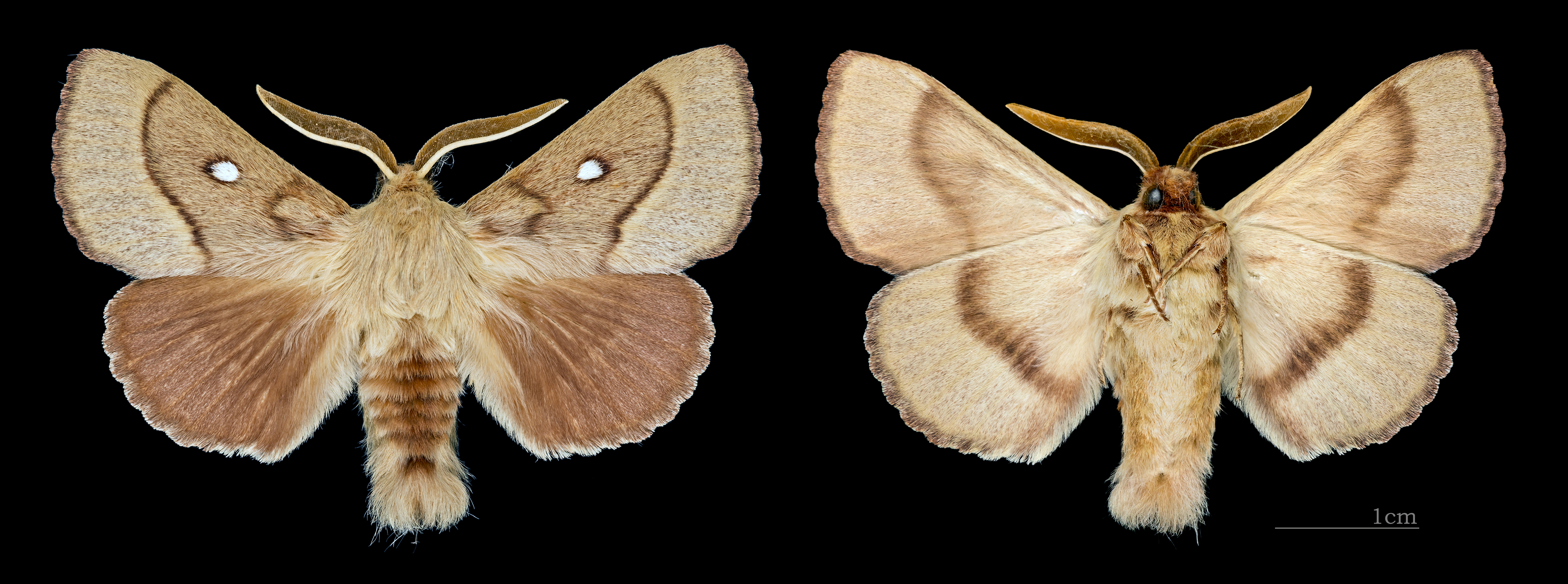
♂
♀

### Unterarten
- Lasiocampa trifolii cocles (Geyer, 1831)[3]
- Lasiocampa trifolii trifolii (Denis & Schiffermüller, 1775)[3]

### Ähnliche Arten
- Eichenspinner (Lasiocampa quercus)

## Vorkommen
Die Tiere kommen in ganz Europa außer dem hohen Norden und dem Norden Großbritanniens, östlich bis in den Iran vor. Sie leben in trockenen, mit Gras bewachsenen Gegenden, wie z. B. auf Trockenrasen und Weiden. Selten findet man sie auch auf Feuchtwiesen. Sie sind weit verbreitet und manchmal häufig, aber in den meisten Gegenden in den Populationen rückläufig.

## Lebensweise

### Flug- und Raupenzeiten
Die Falter fliegen in einer Generation Ende Juli bis Anfang September, die Raupen findet man im Mai und Juni, oder auch ab Ende Oktober und Anfang November.

### Nahrung der Raupen
Die Raupen ernähren sich von sehr vielen verschiedenen niedrig wachsenden Pflanzen, bevorzugen aber Schmetterlingsblütler (Faboideae) wie z. B. Dornige Hauhechel (Ononis spinosa), Weißklee (Trifolium repens), Saat-Esparsette (Onobrychis viciifolia), Wiesen-Platterbse (Lathyrus pratensis), Sichel-Schneckenklee (Medicago falcata) und Besenginster (Sarothamnus scoparius), fressen aber auch Besenheide (Calluna vulgaris) und zahlreiche Gräser wie z. B. Pfeifengras (Molinia caerulea).

## Entwicklung
Die Weibchen werfen ihre braunen oder grauen, fleckigen Eier im Flug über Wiesen ab. Die Raupen schlüpfen zum Teil noch im Herbst, als auch nach einer Überwinterung im nächsten Frühling. Die Raupen sind Einzelgänger und leben gut versteckt in der dichten Wiesenvegetation. Man kann sie aber gelegentlich dabei beobachten, wie sie sich hoch auf Grashalmen sonnen, wobei sie mit dem Kopf nach unten ruhen. Sie sind sehr scheu und lassen sich bei Beunruhigung sofort zusammengerollt fallen. Anfangs ernähren sie sich nur von Gräsern, erst später fressen sie auch die anderen, oben genannten Pflanzen. Sie tragen Brennhaare, deren Berührung schmerzhaft sein kann. Sie verpuppen sich in einem robusten, pergamentartigen, braungelben, tönnchenförmigen Kokon, nahe am Boden.